# Catastrophe de l'usine Bright Sparklers
La catastrophe de l'usine Bright Sparklers s'est produit à Sungai Buloh, dans l'État du Selangor, en Malaisie, le 7 mai 1991 à 15 h 45 (heure locale),. L'usine prend feu, puis l'incendie provoque une énorme explosion,. Plus de vingt personnes sont tuées et plus d'une centaine de personnes blessées. L'explosion a été suffisamment forte pour arracher les toits de certaines maisons locales et a endommagé plus de 200 propriétés résidentielles. Elle a été ressentie jusqu'à 8 kilomètres de distance. Elle est considérée comme la plus grande catastrophe industrielle que la Malaisie n'ait jamais connu.

## Causes et responsabilités
La tragédie aurait été provoquée par des produits chimiques explosifs déversés lors d'une expérience près de la cantine de l'usine. Les produits chimiques ont déclenché un incendie qui s'est rapidement propagé à un tas voisin de gros pétards, connus sous le nom de « bazookas ». Ces explosions ont à leur tour déclenché une réaction en chaîne qui a détruit l'usine et les bâtiments voisins. La direction de l'usine a été considéré comme responsable de l'accident par la Royal Commission of Inquiry en raison de sa négligence en matière de sécurité et d'entretien de l'usine. En effet, plusieurs rapports d'expertise avaient alerté sur le non-respect des mesures de sécurité et l'état plus que douteux des installations. En 1981 et 1984, les inspections périodiques relevaient le mauvais état du système de sécurité incendie et les mauvaises conditions d'hygiène du site. De plus, en 1984 le Land Office ordonne à l'usine de cesser ses activités. Ces évènements n'ont mené à aucune action de la part de la hiérarchie de l'usine. De manière générale les enquêtes menées à la suite de l'accident révèlent de lourds manquements sécuritaires, un personnel peu qualifié et peu formé aux questions de sécurité et un manque criant de réaction de la part de la hiérarchie face aux divers avertissements (accidents et sanctions).

## Accidents antérieurs
L'usine de Bright Sparklers avait, à de nombreuses reprises, connu divers accidents mineurs - en comparaison de la catastrophe de 1991 - qui avaient suscité peu voire pas de réaction de la part des autorités malaisiennes ou de la hiérarchie de l'entreprise. Ainsi, de 1978 à 1989 ce sont pas moins de cinq explosions et incendies qui se produisent, tuant autant d'employés (des femmes pour la majorité).

## Victimes
Les sources parlent de 23 à 26 personnes tuées et 103 personnes blessées. Les victimes ont été transportées à l' hôpital de Kuala Lumpur pour des soins complémentaires.

## Mémoire et conséquences
Un petit mémorial ressemblant à un pavillon chinois a été érigé sur le site en 1998. En dessous se trouvent trois pierres commémoratives, chacune écrite en malais, en chinois et en tamoul. Le site est proche de la station MRT Kampung Selamat.
Le choc provoqué par l'accident dans la société malaisienne pousse les autorités à réagir: 
- Création du Fire and Rescue Department's Hazardous Material Unit Team. Unité de secours spécialisée dans les catastrophes impliquant des produits chimiques.
- Adoption du Occupational Safety and Health Act en 1994, insistant sur la création d'environnements de travail sécurisés.

118 personnes entament divers procès à l'encontre du gouvernement malaisien et de deux responsables de l'usine. En 2006 un accord extra-judiciaire est trouvé avec le gouvernement. Il prévoit une compensation financière à hauteur de 954 865 ringgits malaisiens (environ 200 000€). En parallèle, l'un des directeurs mis en cause offre 30 000 ringgits par plaignants (environ 6000€).
L'entreprise, Bright Sparkler's Sdn. Bhd., exploitante de l'usine dépose le bilan peu après l'accident.

## Dans la culture populaire
Le programme documentaire de TV3, Detik Tragik (Moments tragiques), a produit un épisode sur la catastrophe.